# Trigona braueri
Trigona braueri là một loài Hymenoptera trong họ Apidae. Loài này được Friese mô tả khoa học năm 1900.